# Ziepniekkalns
Ziepniekkalns – jeden z mikrorejonów Rygi – stolicy Łotwy – położony w dystrykcie Zemgale. Według danych na rok 2021 Ziepniekkalns zamieszkiwało 30 715 osób, a gęstość zaludnienia wyniosła 5170 os./km².

## Geografia
Całkowita powierzchnia Ziepniekkalns wynosi 5,94 km², czyli prawie o połowę więcej niż wynosi średnia powierzchnia wszystkich mikroregionów Rygi.

## Galeria

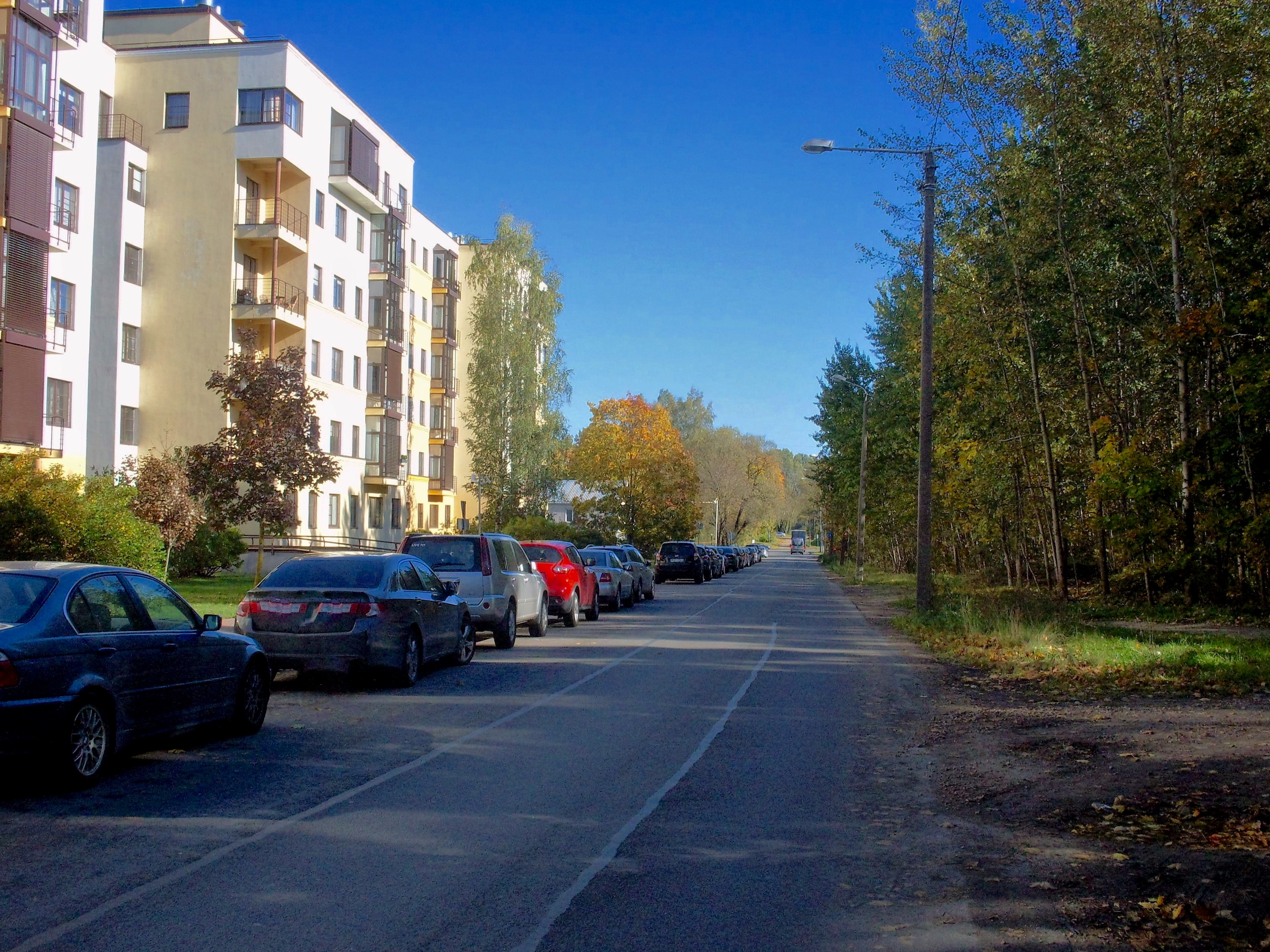
Ulica Dignājas w Ziepniekkalns
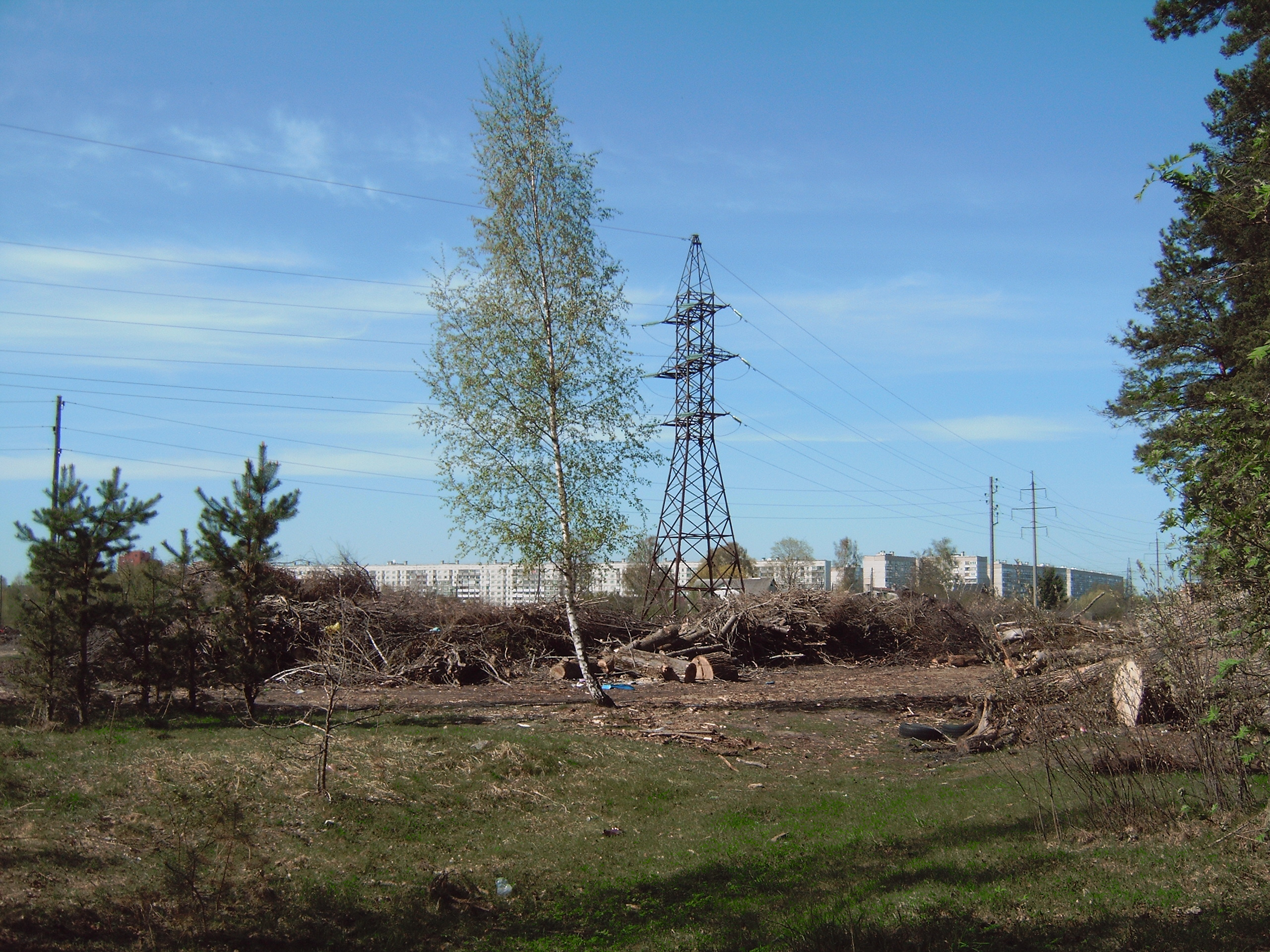
Panorama Ziepniekkalns
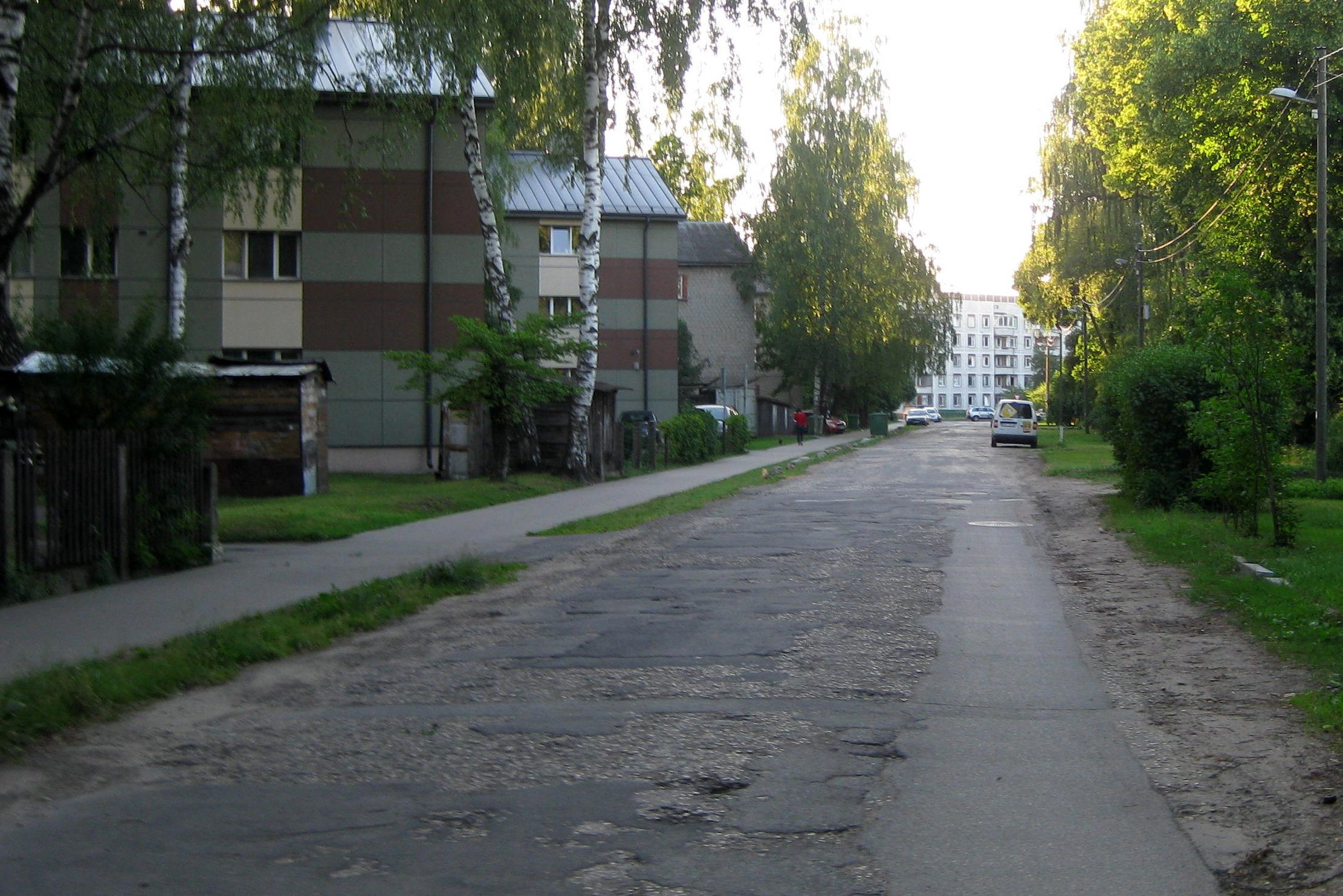
Ulica Līvciema w Ziepniekkalns
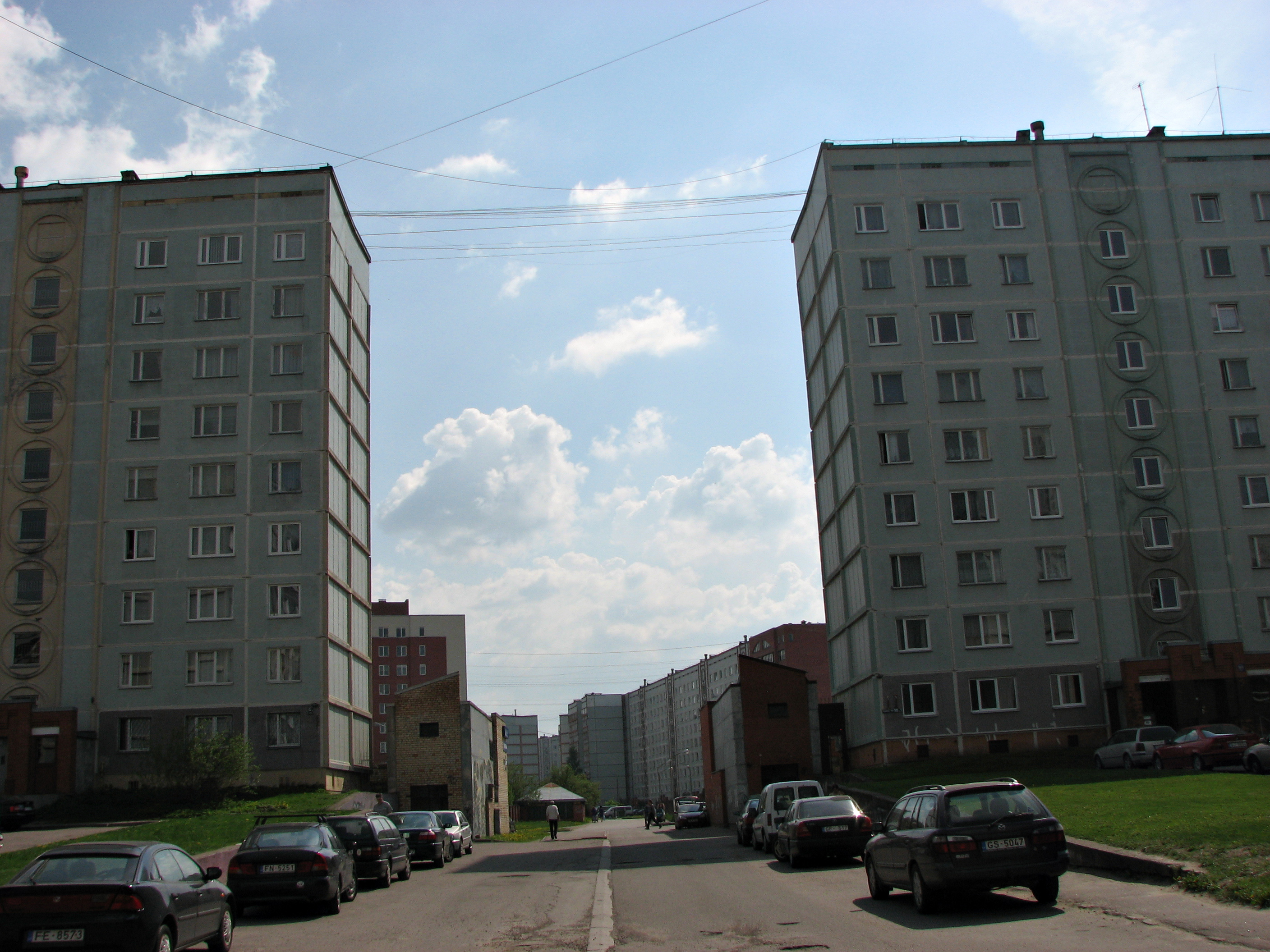
Osiedle mieszkalne w Ziepniekkalns
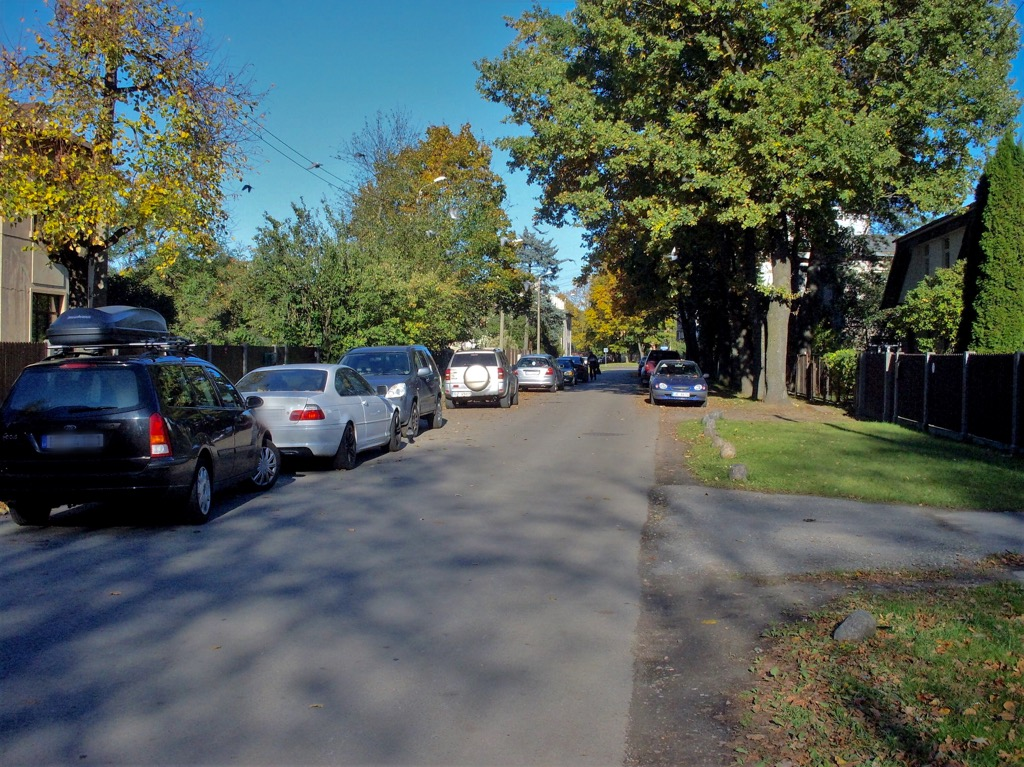
Ulica Tadaiķu w Ziepniekkalns